# Stocznia Gdynia
Stocznia Gdynia (deutsch Gdyniawerft) war eine polnische Werft in Gdynia an der Ostseeküste. Sie wurde 1922 eröffnet und 2009 nach dem Ende der staatlichen Subventionierung von Schiffswerften in Polen liquidiert. Nach 1945 baute die Werft über 600 Schiffe von wachsender Komplexität und war eine der ersten Werften weltweit, die Doppelhüllentanker baute.

## Geschichte
Die Stocznia Gdynia wurde am 3. November 1922 gegründet, als Gdynia nach der Gründung der Zweiten Polnischen Republik zum primären Seehafen des jungen Staates wurde. In den ersten Jahren wurden Fischerboote und Handelsschiffe instand gesetzt, ab 1927 wurden Schiffe für Fischerei und die polnische Marine gebaut. Zu diesem Zeitpunkt war die Danziger Werft Mehrheitseigentümerin, die den Wettbewerb in ihrer unmittelbaren Umgebung kontrollieren wollte⁰.

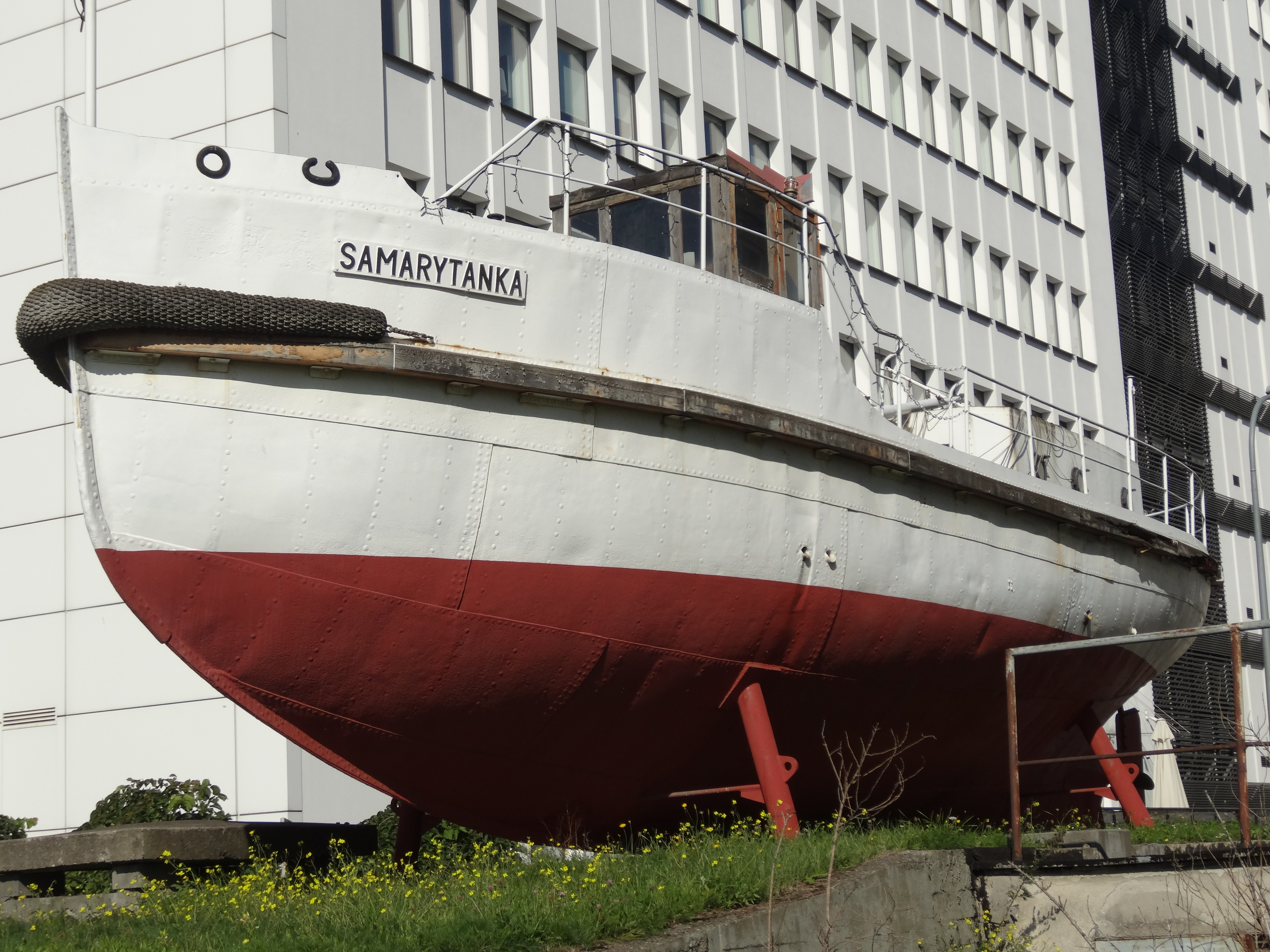
Das Motorboot Samarytanka, das erste von der Werft gebaute Schiff

Das erste von der Werft gebaute Schiff war das Motorboot Samarytanka, das am 17. September 1931 vom Stapel gelassen wurde. Nach Außerdienststellung des Bootes steht es bis heute vor dem Bürogebäude der Werft. Gdynia wuchs in den folgenden Jahren auf mehr als 100.000 Einwohner an und erforderte daher auch eine Erweiterung der Schiffswerften mit neuen Werkshallen und einer Slipanlage. Das erste Schiff, die Olza mit 1250 Registertonnen, wurde am 28. August 1938 auf Kiel gelegt. Bei Ausbruch des Zweiten Weltkriegs war die Olza noch unvollendet und blieb dies auch bis zum Ende des Krieges. In den Kriegsjahren war die Stocznia Gdynia eine Zweigstelle der Kieler Deutschen Werke und führte Reparaturen an Schiffen der Kriegsmarine durch, bevor die Werft zum Bau von U-Booten genutzt wurde. 1943 und 1944 wurden die Werftanlagen durch Luftbombardierungen der Alliierten schwer zerstört.
Nach dem Krieg wurde in der nun kommunistischen Volksrepublik Polen die Stocznia Gdynia für Reparaturen genutzt. 1952 wurden 35 Frachter vom Typ Melitopol von der Sowjetunion in Auftrag gegeben und daraus resultierend wurden die Anlagen von 1959 bis 1963 modernisiert und um ein erstes Trockendock erweitert. Das Frachtschiff Francesco Nullo der Polskie Linie Oceaniczne war mit einer Tonnage von 11.600 das bis dahin größte von der Werft gebaute Schiff und lief 1964 vom Stapel.

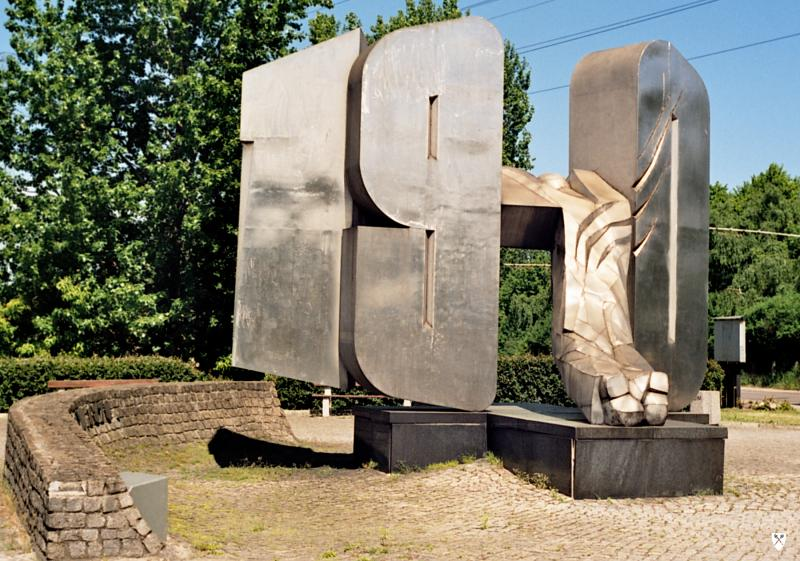
Denkmal an die Opfer des Arbeiteraufstands 1970 in Gdynia

Weitere Aufträge für 13 Frachtschiffe des Typs B-523 für ein norwegisches Unternehmen folgten. Als Folge der plötzlichen drastischen Preiserhöhungen bei Lebensmitteln und Gegenständen des täglichen Bedarfs kam es in der Werft wie auch in anderen Schiffswerften in Polen zwischen 14. und 22. Dezember 1970 zu Arbeiteraufständen. Am 17. Dezember wurde die Schiffswerft von Polizisten und Panzern der polnischen Armee umstellt. Am Vorabend hatte Vizepremierminister Stanisław Kociołek die Arbeiter zur Rückkehr zur Arbeit aufgerufen, den Soldaten und Polizisten jedoch den Befehl gegeben, keine Arbeiter in die Schiffswerft zu lassen. Jene Arbeiter, die dem Aufruf Kociołeks gefolgt waren, gerieten daraufhin in eine Konfrontation mit Armee und Polizei, in der elf Arbeiter durch Gewehrfeuer starben. Weitere Proteste im Stadtgebiet Gdynias forderten sieben weitere Todesopfer.
Ab den 1970ern stieg die Tonnage der gebauten Schiffe drastisch an, wie etwa der Manifest Lipcowy (deutsch Juli-Manifest) mit 55.000 t 1970 und der für die Sowjetunion gebauten Marstial Budyonnyy mit 105.000 t. Ein zweites Trockendock wurde am 30. Oktober 1976 für ein den Bau von Schiffen mit einer Tonnage bis zu 400.000 t eröffnet. Ab den 1980ern wurden zunehmend komplexe Schiffe wie etwa RoRo-Schiffe, Containerschiffe, Passagierfähren und Flüssiggastanker gebaut. Nach dem Ende des Kommunismus in Polen wurde die Stocznia Gdynia am 29. November 1991 in eine Aktiengesellschaft umgewandelt.
In den folgenden zwei Jahrzehnten wurde eine Vielzahl verschiedenster RoRo-Schiffe, Passagierschiffe und moderner Containerschiffe gebaut. Am 17. März 1992 wurde auf der inzwischen in Stocznia Gdyńska S.A. zurückbenannten Werft das mit 165.000 BRT bis dahin größte je in einer Ostseewerft gebaute Schiff für die Louis Dreyfus Group auf den Namen „Pierre LD“ getauft. Im Jahr 2002 wurde der damals größte Portalkran Europas installiert. 2003 war die Werft nach gefertigter Bautonnage die größte Europas.
Das Ende für die Schiffswerft kam 2009, als die Europäische Kommission die Staatshilfen Polens für ihre Schiffswerften als unzulässig erklärte. Die Fortführung des Betriebs war daraufhin nicht mehr wirtschaftlich und es wurde mit der Abwicklung des Unternehmens begonnen. Der damaligen Regierung von Donald Tusk wurde vorgeworfen, sich nicht genug um die Zukunft der Schiffswerften in Stettin, Gdynia und Danzig gekümmert zu haben.

## Bauliste (Auswahl)
Die Bauliste enthält eine Auswahl von Schiffsneubauten und Zulieferungen der Werft Stocznia Gdynia.
| Bau-Nr. | Ablieferung | IMO-Nr. | Schiffsname   | Schiffstyp       | Vermessung | Auftraggeber             | Anmerkungen                      |
| ------- | ----------- | ------- | ------------- | ---------------- | ---------- | ------------------------ | -------------------------------- |
|         | 1964        | 6415180 | Lenino        | Stückgutfrachter | 11.946 BRT | Polskie Linie Oceaniczne | Commons : Bilder – Lenino        |
|         | 1980        | 7724306 | Saint Roch    | ConRo-Schiff     | 31.007 BRT |                          | Commons : Bilder – Saint Roch    |
|         | 2003        | 9236042 | Mentor        | Containerschiff  | 35.971 BRZ |                          | Commons : Bilder – Maximos A     |
| 8245/4  | 2007        | 9316311 | Seine Highway | Autotransporter  | 23.498 BRZ | Ray Car Carries          | Commons : Bilder – Seine Highway |